# California King Bed
«California King Bed» es una canción de la artista de Barbados, Rihanna. La canción fue escrita por Andrew Harr, Jermaine Jackson, Renea Priscilla y Delicata Alex, y producida por The Runners, para el quinto álbum de estudio de Rihanna, Loud (2010). Fue lanzado el 13 de mayo de 2011 por Def Jam como cuarto sencillo del álbum. El sencillo fue usado como parte de un comercial para la campaña 100 Years of Skin Care de Nivea.
«California King Bed» recibió reseñas mixtas de los críticos de la música, con algunos que consideran que es la mejor interpretación vocal de la cantante, a pesar de considerar la canción una balada débil. «California King Bed» ha logrado un éxito moderado en las listas, alcanzando el número 1 en Polonia, mientras que en Australia, Austria, Nueva Zelanda y Eslovaquia se ha colocado entre los primeros cinco puestos. También se abrió camino entre los diez primeros en varios países europeos como Reino Unido, Alemania e Italia. El sencillo fue certificado platino por la Australian Recording Industry Association (ARIA charts) y de oro por la Recording Industry Association of New Zealand (RIANZ).
El video musical, dirigido por Anthony Mandler, retrata a Rihanna cantando acerca de cómo ella está desesperada por mostrar a su amante sus verdaderos sentimientos. El director creativo diseñó una cama a medida de dieciocho pies de largo para el vídeo. Rihanna ha interpretado «California King Bed» en vivo varias veces, incluyendo en los premios ACM, American Idol, y en el programa Today de NBC. La canción fue incluida también en el Loud Tour .

## Antecedentes, lanzamiento y composición
A principios de marzo de 2011, Rihanna pidió a sus admiradores para ayudarla a elegir su próximo sencillo. A través de Twitter, los fanes se les pidió elegir entre «Cheers (Drink To That)», «Man Down», «California King Bed» o «Fading». La opción más popular tendrá su video filmado a finales de marzo de 2011. El 12 de marzo de 2011, se confirmó que los fanes habían elegido «California King Bed» como el próximo sencillo del álbum. La fecha del lanzamiento fue el 4 de mayo de 2011 en los Estados Unidos. Al respecto, su lanzamiento en el país, fue realizado en un período en el que la industria era dominada desde hace unos cuantos años por sencillos bailables, por lo que el lanzamiento de «California King Bed» representó todo un riesgo para el sello de Rihanna.
«California King Bed» es una canción "mid-tempo" que incorpora elementos del rock, así como R&B contemporáneo, pop y dance-pop, y se encuentra en tiempo común en la clave de sol mayor, con un tiempo moderadamente lento de 92 latidos por minuto. Andy Gill, de The Independent elogió el desempeño vocal de Rihanna en la canción, llamándolo la mejor interpretación vocal de la cantante.

## Crítica

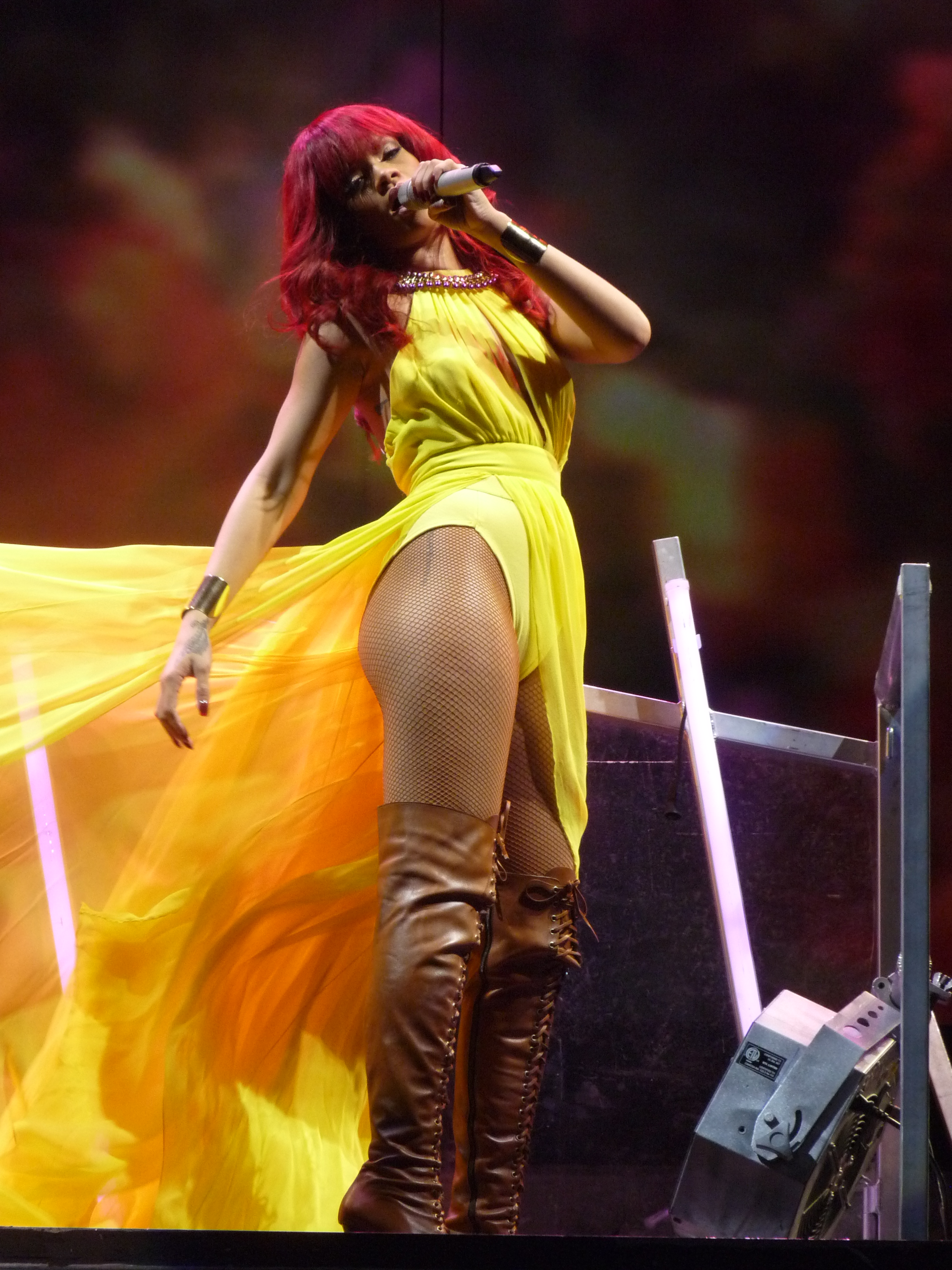
Rihanna cantando «California King Bed» en su gira Loud Tour en Florida.

Andy Gill, de The Independent y Dombell Ryan de Pitchfork Media, señalaron que la canción encarna todos los elementos de una balada de gran potencia, indicando que es la mejor interpretación vocal de Rihanna. Daniel Brockman, escritor de The Boston Phoenix, percibe la canción como una suave mermelada. Scott Shetler de Popcrush comentó que era alentador ver a Rihanna liberando una balada "down-tempo", en lugar de un flujo continuo de canciones dance, diciendo: «Aunque «California King Bed» sigue una rutina balada-pop , la canción es un buen cambio de ritmo para la cantante de Barbados. Por mucho que nos encantan los éxitos de baile de Rihanna, es refrescante escuchar una canción en torno a su impresionante voz.» Stacey Anderson de Spin explicó el significado lírico detrás de la canción, diciendo: ««California King Bed» es una balada desgarradora sobre la muerte de una relación, la etapa del limbo antes de la caída final, esta tan bien entregada, de hecho, que es difícil de escuchar.» Robert Copsey de Digital Spy dio a la canción cuatro de cinco estrellas, diciendo: El cuarto sencillo de Loud puede tirar de las riendas en cuanto a los ritmos de bailes frenéticos y letras sadomasoquistas, pero no es menos corpulento y extravagante. Sin embargo, Andy Kellman de AllMusic y Emily Mackay de NME fueron más críticos con la canción en su revisión.

## Rendimiento comercial
Antes de ser oficialmente lanzado, debutó en Australia en el número sesenta y uno el 11 de abril de 2011 y alcanzó el puesto número cuatro durante dos semanas consecutivas. La canción ha sido certificado Platino por la Australian Recording Industry Association con ventas de más de 70.000 copias. La canción también hizo una aparición en Nueva Zelanda antes de su lanzamiento oficial, debutando en el número dieciocho el 18 de abril de 2011, antes de que finalmente alcanzara el número cuatro. La canción ha sido certificada Oro por la venta de más de 7.500 copias. En el Reino Unido, la canción llegó a un pico de número ocho en el UK Singles Chart el 5 de junio de 2011, así como alcanzando un pico de número tres en el UK R&B Chart el 11 de junio de 2011. En los Estados Unidos, la canción hizo su debut en la semana del 4 de junio de 2011 en el puesto número ochenta en el Billboard Hot 100. Hasta ahora ha alcanzado un pico de número treinta y siete, llegando a ser el sencillo número 25 de Rihanna en entrar en los primeros cuarenta puestos en esa lista.

## Video musical

### Antecedentes
Rihanna filmó el video musical de «California King Bed», en marzo de 2011. La filmación tomó un día en un escenario en West Hollywood, Los Ángeles, California. El video es casi enteramente situado en un dormitorio, también en una playa ubicada muy cerca del dormitorio, donde el sol domina la costa. El Director del video fue Anthony Mandler, quien es un colaborador habitual de Rihanna. Ha dirigido una docena de videos musicales incluyendo el oscuro «Russian Roulette» y el divertido video de «Only Girl (In The World)». Sobre el video y su larga colaboración con Rihanna, Mandler habló a MTV News:

«Creo que es algo que es tan especial de Rihanna sobre lo que está haciendo, cualquiera que sea el personaje que este haciendo, cualquier lado de sí misma, mostrando, ella está en al 1000 por ciento... Y creo que la canción y el tema de esta canción que ella quería mostrar, obviamente, un lado más suave, un lado más ligero, que está atrapado en una relación. Hay tanta variedad con ella que ha sido como un viaje trabajar con ella.»

El director creativo, Ciarra Pardo, diseñó una cama especialmente para la medida de 18 pies de largo que es capaz de transportar a Rihanna toda la longitud de la cama, como se ve en una escena del video. Otro objeto notable en el dormitorio es una silla escultórica llamada la silla Strata. Fue diseñado por Twentieth y Rihanna.

### Sinopsis
El video se estrenó lunes, 9 de mayo de 2011 en su página web oficial Rihannanow.com y Vevo. Casi todo el ambiente del video es tropical y romántico. El video comienza con Rihanna acostada en el pasto. A continuación, escenas de Rihanna caminando por la playa y otras escenas muestran a la cantante sentada en una silla. Esto es seguido por su pareja abrazándose estrechamente en la cama, luego la pareja se separa y cada uno se sienta en el lado opuesto al otro en la cama, otras escenas con Rihanna cantando a través de cortinas transparentes. En el video también hay escenas de blanco y negro que muestran a Rihanna tocando una pared de piedra. En este video, Rihanna volvió a la naturaleza como en el video de su anterior sencillo, «Only Girl (In The World)», que cuenta con casi los mismos colores que el video de «California King Bed».

## Actuaciones en directo
Rihanna estrenó «California King Bed» en un estilo country, junto con Jennifer Nettles, durante los Premios ACM en poder de la Academia de Música Country el 3 de abril de 2011. También ha promovido la canción con una actuación en la décima temporada de la serie American Idol, el 15 de abril de 2011. Kara Warner de MTV News, felicitó la actuación, diciendo que la cantante de 23 años de edad sacudió la casa con su interpretación de su balada «California King Bed». En marzo de 2011, Rihanna fue nombrada portavoz de la campaña de Nivea 100 Years of Skin Care, que contó con «California King Bed», la canción fue utilizada en los comerciales. Como parte de la promoción de la campaña, Rihanna interpretó la canción en eventos privados en varias ciudades Europeas en mayo de 2011, incluyendo Hamburgo, Alemania, Milán y París. La canción fue interpretada también en el programa Today Show de NBC el 27 de mayo de 2011, como parte de una serie de conciertos. El rendimiento también contó con el desempeño de sus anteriores sencillos de Loud, «Only Girl (In The World)», «What's My Name?» y «S&M». La canción está incluida en la lista de su gira Loud Tour.

## Formatos
- Digital download[35]

1. "California King Bed" – 4:11

- CD single[36]

1. "California King Bed" (Álbum Versión) – 4:11
2. "S&M" (Sidney Samson Club Remix) – 3:20

- Remixes[37]

1. "California King Bed" (DJ Chus & Abel Ramos Radio) – 3:27
2. "California King Bed" (The Bimbo Jones Radio) – 3:13
3. "California King Bed" (Bassjackers Radio) – 3:19
4. "California King Bed" (DJ Chus & Abel Ramos Club) – 6:07
5. "California King Bed" (The Bimbo Jones Club) – 6:08
6. "California King Bed" (Bassjackers Club) – 5:01
7. "California King Bed" (DJ Chus & Abel Ramos Dub) – 6:13
8. "California King Bed" (The Bimbo Jones Dub) – 6:05
9. "California King Bed" (Bassjackers Dub) – 5:02

## Posicionamiento y certificaciones
| País            | Lista                          | Mejor Posición |
| --------------- | ------------------------------ | -------------- |
| Alemania        | Media Control AG               | 8              |
| Australia       | Australian Singles Chart       | 4              |
| Austria         | Ö3 Austria Top 75              | 4              |
| Bélgica         | Ultratip 50 (Wallonia)         | 26             |
| Bélgica         | Ultratip 50 (Flanders)         | 9              |
| Brasil          | Billboard Brazil               | 12             |
| Canadá          | Canadian Hot 100               | 20             |
| República Checa | Czech Republic Singles Chart   | 3              |
| Croacia         | Croacia airplay                | 1              |
| Dinamarca       | Tracklisten                    | 29             |
| Escocia         | The Official Charts Company    | 8              |
| Eslovaquia      | Slovak Singles Chart           | 1              |
| Estados Unidos  | Billboard Hot 100              | 36             |
| Estados Unidos  | Billboard Pop Songs            | 16             |
| Estados Unidos  | Billboard Hot Dance Club Songs | 1              |
| Francia         | French Singles Chart           | 17             |
| Irlanda         | Irish Singles Chart            | 10             |
| Israel          | Media Forest                   | 7              |
| Italia          | Italian Singles Chart          | 10             |
| Nueva Zelanda   | New Zealand Singles Chart      | 4              |
| Países Bajos    | Dutch Top 40                   | 10             |
| Polonia         | Polish Airplay Charts          | 1              |
| Reino Unido     | UK Singles Chart               | 8              |
| Reino Unido     | UK R&B Chart                   | 3              |
| Rumania         | Romanian Top 100               | 9              |
| Suecia          | Sverigetopplistan              | 29             |
| Suiza           | Media Control AG               | 10             |

| País           | Certificación | Ventas certificadas | Ref.   |
| -------------- | ------------- | ------------------- | ------ |
| Australia      | 2× Platino    | 140 000             | [ 65 ] |
| Estados Unidos | 2× Platino    | 2 000 000           | [ 66 ] |
| Italia         | Platino       | 30 000              | [ 67 ] |
| Nueva Zelanda  | Oro           | 7500                | [ 68 ] |
| Reino Unido    | Plata         | 200 000             | [ 69 ] |
| Rumania        | Oro           | 10 000              | [ 70 ] |
| Suecia         | Platino       | 40 000              | [ 71 ] |
| Suiza          | Oro           | 15 000              | [ 72 ] |

## Radio y lanzamiento
| País           | Fecha               | Formato                                             | Discográfica       |
| -------------- | ------------------- | --------------------------------------------------- | ------------------ |
| Australia      | 4 de abril de 2011  | Mainstream radio                                    | Universal Music    |
| Francia        | 13 de mayo de 2011  | Descarga digital                                    | Universal Music    |
| Italia         | 13 de mayo de 2011  | Descarga digital                                    | Universal Music    |
| Países Bajos   | 13 de mayo de 2011  | Descarga digital                                    | Universal Music    |
| Suecia         | 13 de mayo de 2011  | Descarga digital                                    | Universal Music    |
| Estados Unidos | 16 de mayo de 2011  | Hot/Modern adult contemporary radio                 | Def Jam Recordings |
| Estados Unidos | 31 de mayo de 2011  | Mainstream radio                                    | Def Jam Recordings |
| Estados Unidos | 6 de junio de 2011  | Hot/Modern adult contemporary radio (relanzamiento) | Def Jam Recordings |
| Reino Unido    | 12 de junio de 2011 | CD single                                           | Mercury Records    |
| Alemania       | 17 de junio de 2011 | CD single                                           | Universal Music    |